# 1539 en science
| Années de la science : 1536 - 1537 - 1538 - 1539 - 1540 - 1541 - 1542    |
| Décennies de la science : 1500 - 1510 - 1520 - 1530 - 1540 - 1550 - 1560 |

Cet article présente les faits marquants de l'année 1539 en science.

## Événements
- 25 mars (date probable) : Tartaglia rencontre Cardan à Milan  et lui révèle, sous la forme d'un poème codé, comment résoudre l'équation du troisième degré à la condition qu'il la tienne secrète[1].
- 27 septembre : Francisco de Ulloa découvre l'embouchure de la rivière Colorado qu'il appelle l'"Anse de San Andréas"[2].

## Publications

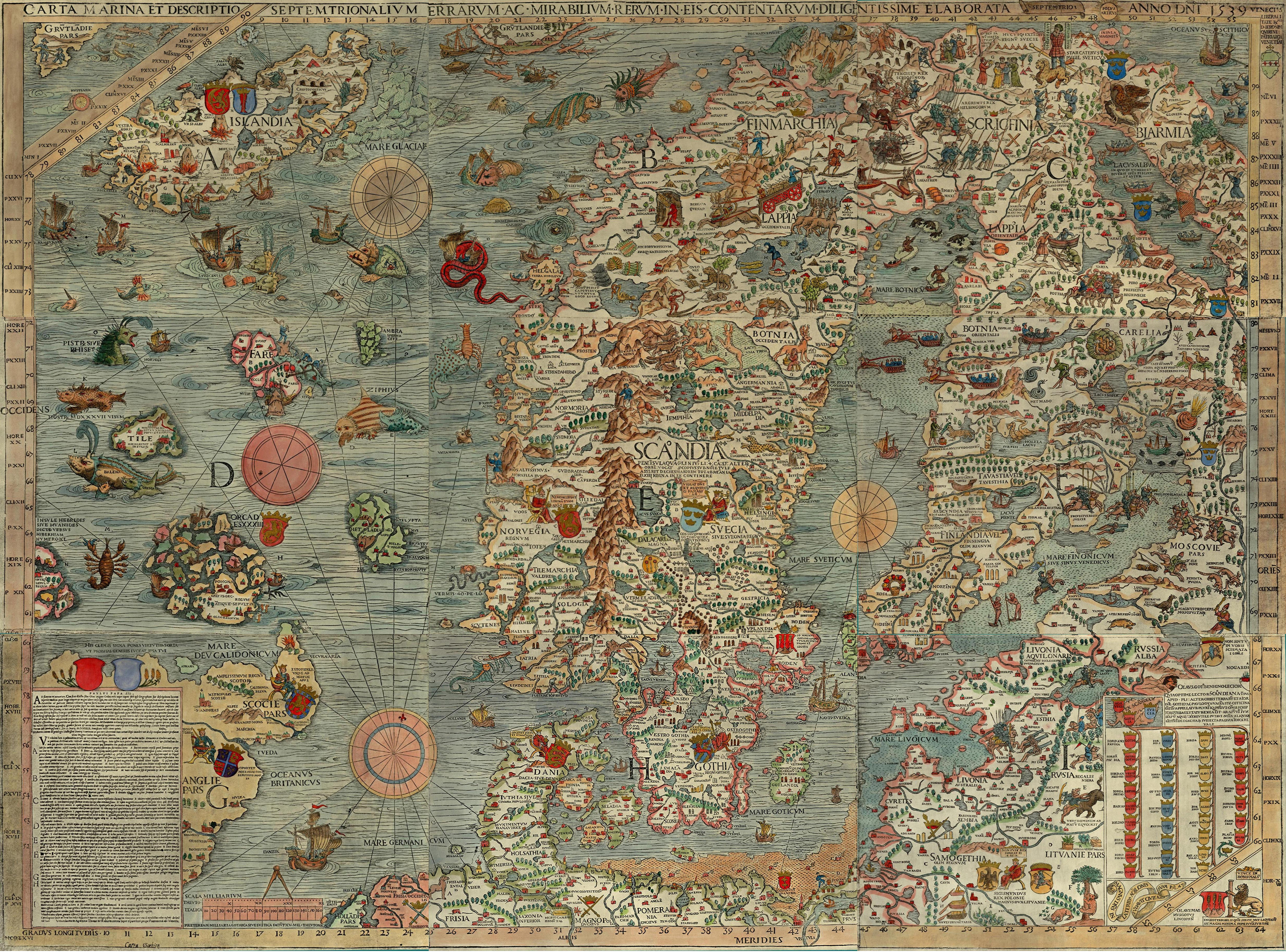
Carta Marina

- Jérôme Bock : New Kreütter Büch (Nouvel Herbier), Strasbourg, 1539 ;
- Charles Estienne : De re hortensi libellus, vulgaria herbarum, florum, ac fructicum. qui in hortis conseri solent, nomina Latinis vocibus effere docens ex probatis autoribus. In puerorum gratium atq(ue) utilitatem, Estienne, 1539 ; Paris : Robert Estienne 1543 ; Paris : Rob. Stephani, 1545 ;
- Gemma Frisius : De Usu annuli astronomici ;
- Alonso Herrera (mort la même année) : Libro de agricultura, 1539 ;
- Olaus Magnus : Carta Marina, 1539.

## Naissances

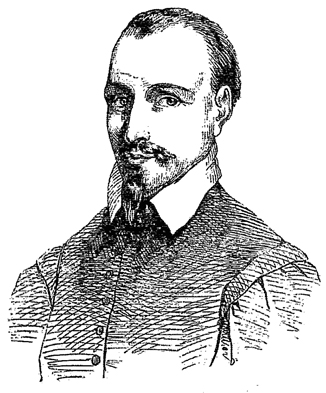
Olivier de Serres

- 27 février : François Ravlenghien (mort en 1597), linguiste flamand.
- Nicolas de Nancel (mort en 1610), médecin et humaniste français.
- Jean Riolan (mort en 1605), médecin français.
- Olivier de Serres (mort en 1619), agronome français.
- Nicolas Barnaud (mort vers 1604), médecin et alchimiste français.

## Décès
- 12 juillet : Hernando Colomb (né en 1488), bibliographe et cosmographe espagnol[3].
- Gabriel Alonso de Herrera, agronome espagnol, auteur du Libro de Agricultura (1513).
- Brice Bauderon (mort en 1623), médecin français.